# 戸手村
戸手村（とでむら）は、広島県芦品郡にあった村。現在の福山市の一部にあたる。

## 地理
芦田川の北側。北の山地から南流する戸手川・砂川が平野部で天井川となっていた。

## 歴史
- 1889年（明治22年）4月1日、町村制の施行により、品治郡戸手村、近田村が合併して村制施行し、戸田村が発足[3]。
- 1895年（明治28年）2月1日、戸田村を二分割し、大字戸手は戸手村を、大字近田は近田村をそれぞれ新設[1][2][3]。
- 1898年（明治31年）10月1日、郡の統合により芦品郡に所属[1][2]。
- 1949年（昭和24年）河川改修工事で天井川が解消し芦田川の堤防が完成[2]。
- 1955年（昭和30年）2月1日、芦品郡新市町、常金丸村、網引村と合併し、新市町が存続して廃止された[1][2]。

### 地名の由来
次の諸説あり。
1. 天井川を土手と称することから。
2. 宿の立石という巨石の傍らの宿坊に泊まった旅人が早朝に出立することから疾出（とで）と称した。
3. 地形が南面して開け住民が早朝から戸外（出）で働くことから。

## 産業
- 農業、養蚕[2]

## 交通

### 鉄道
- 1914年（大正3年）両備軽便鉄道（現福塩線）開通し、戸手駅、両備天王駅（現上戸手駅）開設[2]。

## 教育
- 1917年（大正6年）郡立蚕糸講習所開設[2]。1920年（大正9年）郡立芦品実業学校に改称[2]。1922年（大正11年）第一部農業科、第二部商業科とする[2]。1923年（大正12年）県立戸手実業学校となる[2]。1949年（昭和24年）県立戸手高等学校に改称[2]（現広島県立戸手高等学校）。

## 名所・旧跡
- 素盞嗚神社[2]